# 북경일본인학교

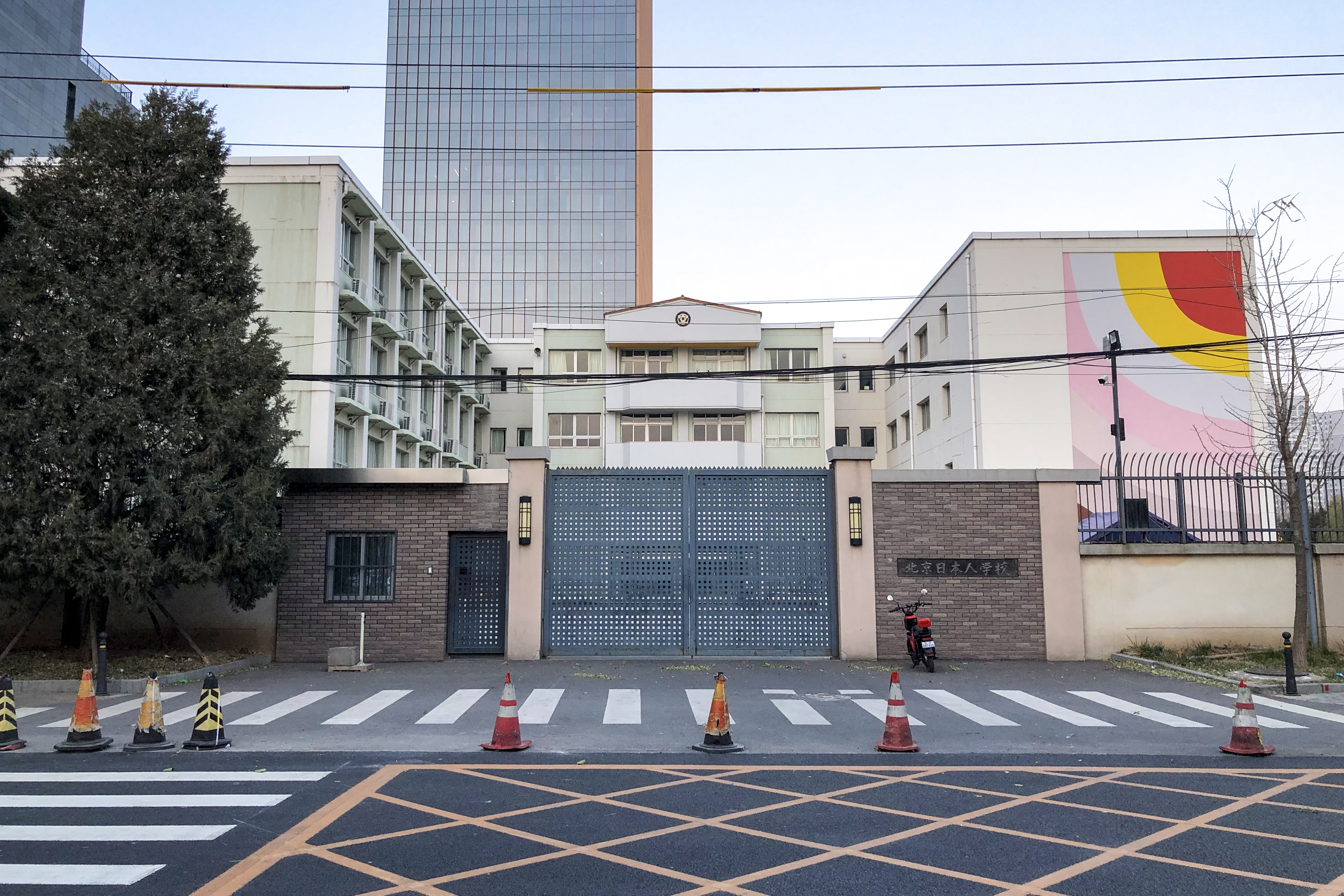
북경일본인학교

북경일본인학교(北京日本人学校)는 중화인민공화국의 베이징에 위치한 재중일본인을 위한 초·중등 교육을 행하는 일본인 학교다. 정식명칭은 재중화인민공화국일본대사관부속북경일본인학교(在中華人民共和國日本大使館附屬北京日本人學校)다.

## 교가
조그마한 불꽃(小さな火花) <교가의 소개>

작사 : 이노우에 히사시

## 같이 보기
- 일본계 중국인